# Manuel Octavio Gómez
Manuel Octavio Gómez Martínez de la Hidalga (La Habana, 1934 - La Habana, 2 de enero de 1988) fue un periodista, crítico y director de cinema cubano.

## Biografía
Curso estudios de publicidad y en 1957 se graduó en la Escuela de Periodismo. Muy pronto su vocación artística se canalizó hacia el teatro, la narrativa y la crítica de radio y televisión, publicada en sus periódicos La Tarde y Diario Libre. Hizo cursos de dramaturgia y dirección de actores. Mientras redactaba textos publicitarios para ganarse la vida, buscó la manera de vincularse en los proyectos culturales más avanzados de la época, como los que animaban las sociedades Nuestro Tiempo y Cine Club Visión, de la que formó parte de su Consejo Ejecutivo.
Con el triunfo de la Revolución Cubana se integró en la Sección Fílmica de la Dirección de Cultura del Ejército Rebelde y trabajó como asistente de dirección en diferentes documentales y en el primer largometraje de ficción realizado por la ICAIC. Comenzó a dirigir documentales y entre 1964 y 1965 realizó sus dos primeros largometrajes de ficción. Sus obras, además de aportar un nuevo lenguaje a la cinematografía cubana, ofrecieron interesantes visiones de la historia y una audaz exploración en los conflictos individuales y sociales. En 1981 obtuvo la Distinción per la Cultura Nacional otorgada por el Ministerio de Cultura de Cuba.
En 1971 dirigió Los días del agua que recibió un premio especial en el Festival Internacional de Cine de Moscú de 1971 y en 1974 Ustedes tienen la palabra recibió la Paloma de Vidrio Rude Pravo del Festival Internacional de Cine de Karlovy Vary.

## Filmografía
Director
- El tejedor de yarey (Doc.) 1959
- Cooperativas agrícolas (Doc. 8’) 1960
- El agua (Doc.10’) 1960
- Una escuela al campo (Doc.) 1961
- Guacanayabo (Doc. 21’) 1961
- Historia de una batalla (Doc. 33’) 1962
- Cuentos del alambra (Doc. 43’) 1963
- El encuentro (Ficc. 38’) 1964
- La salación (Ficc. 77’) 1965
- Tulipa (Ficc. 93’) 1967
- La primera carga al machete (Ficc. 80’) 1969
- Nuevitas (Doc. 24’) 1969
- Los días del agua (Ficc. 110’) 1971
- Ustedes tienen la palabra (Ficc. 103’) 1973
- La tierra y el cielo (Ficc. 87’) 1976
- La sexta parte del mundo (Dir. Julio García Espinosa, Codirecció, Doc. 90’) 1977
- Una mujer, un hombre, una ciudad (Ficc. 99’) 1978
- Patakín (Ficc. 108’) 1982
- El señor Presidente (Ficc. 100’) 1983
- Gallego (Ficc. 128’)1987

Asistente de director
- Historias de la Revolución (Dir. Tomás Gutiérrez Alea, (Ficc. 81’) 1960
- Asamblea General (Doc. 19’) 1960
- Patria o Muerte (Doc. 26’) 1960
- La Vivienda (Doc. 21’) 1960
- Esta tierra nuestra (Doc. 19’) 1960

## Premios y distinciones
Festival Internacional de Cine de Venecia
| Año  | Categoría          | Película                    | Resultado |
| ---- | ------------------ | --------------------------- | --------- |
| 1969 | Premio Luis Buñuel | La primera carga al machete | Ganador   |